# 塩見淳一郎
塩見 淳一郎（しおみ じゅんいちろう、1975年 - ）は、日本の機械工学者。専門は熱工学。東京大学大学院工学系研究科機械工学専攻教授。日本学術振興会賞等受賞。

## 人物・経歴
岡山県生まれ。1994年に東京都立三鷹高等学校卒業後、東北大学工学部に進学。1996年からカリフォルニア大学デービス校に留学。1998年アテネ国立工科大学に留学。1999年東北大学工学部機械知能工学科卒業。2004年スウェーデン王立工科大学Ph.D. in Mechanics。同年日本学術振興会特別研究員（東京大学大学院工学系研究科）。2007年東京大学大学院工学系研究科機械工学専攻助教。2008年東京大学大学院工学系研究科機械工学専攻講師。2010年東京大学大学院工学系研究科機械工学専攻准教授、マサチューセッツ工科大学機械工学科客員研究員。2012年科学技術振興機構さきがけ研究員。2013年東京理科大学総合研究部門未利用熱エネルギー変換部門客員准教授。2015年物質・材料研究機構情報統合型物質・材料研究拠点特別研究員。2017年東京大学大学院工学系研究科機械工学専攻教授、理化学研究所革新知能統合研究センター客員研究員。

## 受賞歴
- 2010年 Zeldovich Medal Committee on Space Research[3]
- 2011年 日本熱電学会講演奨励賞[3]
- 2013年 文部科学大臣表彰若手科学者賞[3]
- 2016年 東京大学大学院工学系研究科長表彰[3]
- 2016年 日本伝熱学会学術賞[3]
- 2018年 日本伝熱学会学術賞[3]
- 2019年 Best Paper Award, Asian Symposium on Computational Heat Transfer and Fluid Flow (ASCHT2019)[3]
- 2020年 応用物理学会解説論文賞[3]
- 2020年 日本学術振興会賞[3]
- 2021年 日本熱電学会学術賞[3]
- 2022年 日本伝熱学会抜山記念国際賞[3]
- 2023年 文部科学大臣表彰科学技術賞（研究部門）[3]